# Ульянова, Дина
Дина Ульянова (азерб. Dina Ulyanova; род. 1 сентября 1989, Баку) — азербайджанская баскетболистка, член национальной женской сборной Азербайджана по баскетболу 3x3, двукратная победительница Игр исламской солидарности (2017, 2021).

## Биография
Дина Ульянова родилась 1 сентября 1989 года в Баку. Родители Дины и её сестра также являются уроженцами города Баку.
С 2012 года играет за бакинский клуб «Нефтчи» и сборную Азербайджана. Впервые сыграла в сборной главного тренера Татьяны Сложениценой в матчах Дивизиона С на чемпионате Европы в Северной Македонии под руководством.
В 2015 году в составе сборной Азербайджана принимала участие на I Европейских играх в Баку.
В 2017 году Ульянова в составе сборной Азербайджана выиграла золото III Игр исламской солидарности в Баку. В августе 2022 года на IV Играх исламской солидарности в Конье сборной Азербайджана с Ульяновой в составе удалось защитить титул чемпиона Исламиады.
В июне 2023 года «Нефтчи» с Ульяновой в составе стал победителем шушинского этапа мировой женской серии по баскетболу 3х3, одолев в финале сборную Нидерландов со счётом 20:12.
В апреле 2024 года сборная Азербайджана с Ульяновой в составе стала победителем квалификационного турнира по баскетболу 3x3 в Гонконге, впервые в истории завоевав лицензию на летние Олимпийские игры 2024 в Париже.